# Festival Nacional de las Artes (Sudáfrica)
El Festival Nacional de las Artes (en inglés: National Arts Festival) es un festival anual de arte escénico en Grahamstown, Sudáfrica. Es el festival de arte más grande del continente africano, y uno de los festivales de artes escénicas más grandes del mundo por número de visitantes. El festival tiene una duración de 11 días, desde la última semana de junio hasta la primera semana de julio de cada año.  
El festival comprende un programa principal y un festival Fringe, ambos administrados por la Oficina del Festival Nacional de las Artes, una compañía sin fines de lucro Sección 21. El programa del Festival incluye artes escénicas (teatro, danza, stand-up comedy y música en vivo), exposiciones de arte visual, películas, charlas y talleres, una gran feria de comida y artesanía y recorridos históricos por la ciudad. también organiza un festival de artes infantiles durante el mismo período y una serie de otros festivales, como el Festival Nacional de Jazz Juvenil.

## Historia
Grahamstown ha estado asociado con carnavales y festivales durante más de 180 años, ya que los inmigrantes británicos establecieron la tradición de celebrar aniversarios emblemáticos a gran escala. Cuando un movimiento ganó terreno el siglo pasado para erigir un monumento a estos pioneros se acordó que debía ser un monumento vivo que presentara festivales, conferencias y otras reuniones.
Un festival Inaugural se llevó a cabo en 1974 cuando se inauguró oficialmente el Monumento Nacional de los Colonos de 1820, con la excepción de 1975, se ha organizado un festival cada año desde entonces.
Sin embargo en 2020, debido a la pandemia de COVID-19 en Sudáfrica el festival tuvo que celebrarse de manera virtual, siendo la primera vez que se hacía de esa manera el formato.

## Festivales subsidiarios
Varios festivales subsidiarios tienen lugar como parte del Festival Nacional de las Artes:
- Think Fest.[3]
- Spiritfest.[4]
- Fiesta de palabras.
- Festival Nacional de Jazz Juvenil.
- Festival de Fingo.
- Festival Creativo de Artes Digitales.
- Festival de Escuelas Nacionales.

## Young Artist Awards
Los Young Artist Awards, patrocinados por Standard Bank, son presentados por el Comité Artístico del Festival Nacional de las Artes a artistas sudafricanos emergentes y relativamente jóvenes que han demostrado una capacidad excepcional en sus campos elegidos pero que aún no han logrado la exposición y el reconocimiento nacionales.
Los miembros del Comité del Festival, compañeros artistas y miembros interesados del público, nominan artistas. El Comité de la NAF, un grupo de expertos en las diversas disciplinas artísticas, decide sobre los destinatarios finales.
Diseñado para animar a los destinatarios en la búsqueda de sus carreras, un aspecto clave de los premios es que garantizan a los artistas un lugar en el programa principal del próximo Festival Nacional de las Artes. Aparte de un premio en efectivo, cada uno de los ganadores recibe un importante respaldo financiero para su participación en el Festival, ya sea que implique el montaje de una exposición o la puesta en escena de una producción.
Un máximo de cinco premios se realizan anualmente en cualquiera de las disciplinas del teatro, la música, el jazz, el arte visual, la danza y el cine. Desde el inicio de los premios en 1981 se han entregado más de 150 premios más cinco premios especiales a los artistas en reconocimiento a su contribución al Festival Nacional de las Artes y las artes de Sudáfrica. Una lista completa de los ganadores anteriores es la siguiente:
| Edición | Música                | Drama                     | Baile                                      | Jazz               | Arte Visual                                 |
| ------- | --------------------- | ------------------------- | ------------------------------------------ | ------------------ | ------------------------------------------- |
| 1981    | John Theodore         | Richard E.Grant           | –                                          | –                  | Jules van de Vijver                         |
| 1982    | –                     | Janice Honeyman           | Lindy Raizenberg (Ballet)                  | –                  | Neil Rodger                                 |
| 1983    | David Kosviner        | Paul Slabolepszy          | –                                          | –                  | Malcolm Payne                               |
| 1984    | –                     | Ken Leach                 | –                                          | –                  | Peter Schütz                                |
| 1985    | Sidwill Hartman       | Maishe Maponya            | –                                          | –                  | Marion Arnold                               |
| 1986    | –                     | Andrew Buckland           | –                                          | –                  | Gavin Younge                                |
| 1987    | Hans Roosenschoon     | –                         | –                                          | –                  | William Kentridge                           |
| 1988    | –                     | Mbongeni Ngema            | –                                          | –                  | Margaret Vorster                            |
| 1989    | Johnny Clegg          | Marthinus Basson          | Gary Gordon                                | –                  | Helen Sebidi                                |
| 1990    | –                     | –                         | Robyn Orlin                                | –                  | Fée Halsted-Berning y Bonnie Ntshalintshali |
| 1991    | –                     | Peter Ngwenya             | –                                          | –                  | Andries Botha                               |
| 1992    | Raphael Vilakazi      | Deon Opperman             | –                                          | –                  | Tommy Motswai                               |
| 1993    | Sibongile Khumalo     | –                         | Christopher Kindo                          | –                  | Pippa Skotnes                               |
| 1994    | Michael Williams      | Jerry Mofokeng            | –                                          | –                  | Sam Nhlengethwa                             |
| 1995    | Abel Motsoadi         | John Ledwaba              | Boyzie Cekwana                             | –                  | Jane Alexander                              |
| 1996    | Victor Masondo        | Lara Foot Newton          | Vincent Mantsoe                            | –                  | Trevor Makhoba                              |
| 1997    | Sibongile Mngoma      | Geoffrey Hyland           | –                                          | –                  | Lien Botha                                  |
| 1998    | Bongani Ndodana-Breen | Aubrey Sekhabi            | David Mudanalo Matamela and Debbie Rakusin | –                  | Nhlanhla Xaba                               |
| 1999    | –                     | –                         | –                                          | –                  | –                                           |
| 2000    | Gloria Bosman         | Zenzi Mbuli               | –                                          | –                  | Alan Alborough                              |
| 2001    | Fikile Mvinjelwa      | Brett Bailey              | Tracey Human                               | –                  | Walter Oltmann                              |
| 2002    | Prince Kupi           | Sello Maake Ka-Ncube      | Gregory Vuyani Maqoma                      | –                  | Brett Murray                                |
| 2003    | Angela Gilbert        | Yael Farber               | Moya Michael                               | –                  | Berni Searle                                |
| 2004    | Tutu Puoane           | Mncedisi Baldwin Shabangu | Portia Lebogang Mashigo                    | –                  | Kathryn Smith                               |
| 2005    | Andile Yenana         | Mpumelelo Paul Grootboom  | Peter John Sabbagha                        | –                  | Wim Botha                                   |
| 2006    | –                     | Sylvaine Strike           | Hlengiwe Lushaba                           | Concord Nkabinde   | Churchill Madikida                          |
| 2007    | Bronwen Forbay        | –                         | Acty Tang                                  | Shannon Mowday     | Pieter Hugo                                 |
| 2008    | Zanne Stapelberg      | Jaco Bouwer               | Dada Masilo                                | Mark Fransman      | Nontsikelelo Veleko                         |
| 2009    | Jacques Imbrailo      | Ntshieng Mokgoro          | Thabo Rapoo                                | Kesivan Naidoo     | Nicholas Hlobo                              |
| 2010    | Samson Diamond        | Janni Younge              | Mlu Zondi                                  | Melanie Scholtz    | Michael MacGarry                            |
| 2011    | Ben Schoeman          | Neil Coppen               | Mamela Nyamza                              | Bokani Dyer        | Nandipha Mntambo                            |
| 2012    | Kelebogile Boikanyo   | Princess Mhlongo          | Bailey Snyman                              | Afrika Mkhize      | Mikhael Subotzky                            |
| 2013    | Runette Botha         | Prince Lamla              | Fana Tshabalala                            | Shane Cooper       | Mary Sibande                                |
| 2014    | Njabulo Madlala       | Greg Homann               | Nicola Elliott                             | Kyle Shepherd      | Hasan & Husain Essop                        |
| 2015    | Musa Ngqunqwana       | Christiaan Olwagen        | Luyanda Sibiya                             | Nduduzo Makhathini | Kemang Wa Lehurele                          |
| 2016    | Avigail Bushakevitz   | Jade Bowers               | Themba Mbuli                               | Siya Makuzeni      | Mohau Modisakeng                            |
| 2017    | Abel Selaocoe         | Monageng 'Vice' Motshabi  | Thandazile Radebe                          | Benjamin Jephta    | Beth Armstrong                              |
| 2018    | Guy Buttery           | Jemma Kahn                | Musa Hlatshwayo                            | Thandi Ntuli       | Igshaan Adams                               |
| 2019    | Megan-Geoffrey Prins  | Amy Jephta                | Kitty Phetla                               | Mandla Mlangeni    | Gabrielle Goliath                           |
| 2020    | Nthato Mokgata        | Jefferson Tshabalala      | Lulu Prudence Mlangeni                     | Sisonke Xonti      | –                                           |